# Holy Thunderforce
Holy Thunderforce è un singolo del gruppo symphonic power metal italiano Rhapsody.

## Tracce
1. Holy Thunderforce – 4:20
2. Dragor, Shadowlord of the Black Mountain (extended version) – 8:32
3. Rage of the Winter (symphonic & original demo length version) – 4:59

## Formazione
- Luca Turilli - chitarra
- Alessandro Staropoli - tastiera
- Daniele Carbonera - batteria
- Fabio Lione - voce
- Alessandro Lotta - basso